# Andrew Kurka
Andrew Kurka est un skieur handisport américain, né le 27 janvier 1992.

## Palmarès

### Jeux paralympiques
| Épreuve / Édition | Pyeongchang 2018 |
| Descente          | Or               |
| Super-G           | Argent           |
| Slalom géant      |                  |
| Slalom            |                  |
| Super combiné     |                  |